# Ne lui jetez pas la première bière
Ne lui jetez pas la première bière (France) ou La Bonne Bière Duff (Québec) (Duffless) est le 16e épisode de la saison 4 de la série télévisée d'animation Les Simpson.

## Synopsis
Homer quitte la centrale en douce pour se rendre à la brasserie Duff. Pendant ce temps, Bart détruit la tomate qui était le projet d'étude de Lisa en la jetant sur le principal Skinner. Lors de la visite de l'usine, Homer et Barney boivent de la bière et quand ils veulent rentrer, Homer insiste pour prendre le volant car Barney est saoul. Une escorte de police les contrôle et Homer est arrêté pour conduite en état d'ivresse. Il se voit retirer son permis. Il va devoir assister aux alcooliques anonymes et va apprendre quels sont les dangers de l'alcool au volant. Lisa, pour se venger de Bart, a l'idée de faire une étude qui montrera que Bart est moins intelligent qu'un hamster...